# بي سي 1400
 كانت PC 1400 ( Panzersprengbombe Cylindrisch ) أو قنبلة متفجرة خارقة للدروع - عبارة عن قنبلة خارقة للدروع استخدمتها لوفتفافه خلال الحرب العالمية الثانية.

## التاريخ
اختلفت سلسلة القنابل PC عن سلسلة SC لأنها كانت تحتوي على حالات سميكة لتحسين اختراق الأهداف المدرعة مثل السفن الحربية أو التحصينات الخرسانية المسلحة. في حين يمكن استخدام قنابل سلسلة SD في دور شبه خارقة- للدروع، تم تصميم سلسلة القنابل PC بشكل خاص كقذائف خارقة- للدروع. تضمنت القنابل في سلسلة اpc PC 500 وPC 1000 وPC 1400 وPC 1600. الرقم في تسمية القنابل يتوافق مع الوزن التقريبي للقنبلة. كانت القنابل الصغيرة إما أماتول أو تي إن تي بينما كانت القنابل الكبيرة مليئة بمتفجرات أكثر قوة مثل آر دي إكس وTrialen للتعويض عن شحناتها المخفضة. تم تجهيز سلسلة القنابل PC بفتيل تأخير زمني فجر القنبلة بعد أن اخترقت هدفًا دمرته بمزيج من الانفجار والشظايا. عملت سلسلة pc كقاعدة للقذائف الصاروخية اللاحقة من سلسلة PC RS التي تم تصميمها لتعزيز الاختراق عن طريق زيادة سرعتها النهائية. تم تعديل pc 1400 أيضًا بإضافة حزمة إرشادات لتصبح القنبلة الموجهة فريتز إكس. 